# De wetenschap in de keuken en de kunst om goed te eten
De wetenschap in de keuken en de kunst om goed te eten, Italiaans: La Scienza in cucina e l’Arte di mangiar bene, is een kookboek geschreven door de Italiaanse schrijver en gastronoom Pellegrino Artusi. Het boek, dat in meerdere talen (waaronder het Nederlands) vertaald is, behoort tot de meest gelezen kookboeken in Italië.

## De eerste edities
De eerste editie van het boek werd in 1891, bij gebrek aan een uitgever, op kosten van Artusi zelf gepubliceerd bij de Italiaanse drukker Landi. Het gebrek aan een uitgever deed zich in het begin gelden: het duurde vier jaar voordat hij deze eerste oplage had verkocht. Deze kreeg wisselende kritieken van de specialisten, maar het oordeel van het Italiaanse volk was duidelijk: het boek werd snel een groot succes. Dit succes kon aan meerdere factoren worden toegeschreven: ten eerste was het boek in het Italiaans en dus voor de meeste Italianen eenvoudig te begrijpen, in tegenstelling tot de meeste kookboeken van die tijd, die vooral werden geschreven door chefs die een Franse opleiding hadden genoten en waarvan de terminologie doordrenkt was met Franse woorden. Daarnaast werden de recepten begeleid met verschillende anekdotes, die ervoor zorgden dat de recepten, naast hun bruikbaarheid, ook leuk waren om te lezen. De laatste belangrijke factor die het boek anders maakte dan andere kookboeken was het feit dat veel lezers hun recepten naar Artusi opstuurden, die een aantal hiervan toevoegde aan zijn boek. Dit zorgde ervoor dat L’Artusi, zoals het boek ook wel bekend werd, zich ontwikkelde van een kookboek met vooral recepten uit Emilia-Romagna tot een kookboek met een nationaal karakter. Hiermee legde Artusi de basis voor de Italiaanse keuken zoals we die tegenwoordig nog kennen. De auteur bleef zijn boek bijwerken opnieuw uitbrengen en bijwerken tot aan de 15e editie, die in 1911, het jaar dat hij stierf, werd gepubliceerd.

## De inhoud

### Recepten
De eerste editie van het boek had 475 recepten, bij het uitbrengen van de 15e editie was dit aantal uitgebreid tot 790. Deze recepten zijn ingedeeld in de volgende groepen:
- Brodi, gelatina e sughi
- Minestre in brodo
- Minestre asciutte e di magro
- Principii
- Salse
- Uova
- Paste e pastelle
- Ripieni
- Fritti
- Lesso
- Tramessi
- Umidi
- Rifreddi
- Erbaggi e legumi
- Piatti di pesce
- Arrosti
- Pasticceria
- Torte e dolci al cucchiaio
- Siroppi
- Conserve
- Liquori
- Gelati
- Cose diverse

### Andere adviezen
Naast deze recepten bevat het boek ook een overzicht van de maanden van het jaar en de menu's c.q. gerechten die het beste bij die maand passen. Een dergelijke lijst is ook in het boek opgenomen voor de feestdagen. Daarnaast staan er in de appendix recepten voor eters met een zwakke maag en begint het boek met hygiënevoorschriften en een overzicht van de in het boek gebruikte culinaire termen.

## Varia
- Het boek, dat 30 jaar na de eenwording van Italië uitkwam, was het eerste kookboek dat recepten bevatte uit heel Italië en werd daardoor gezien als een van de factoren die het ontwikkelen van een Italiaans nationaal bewustzijn heeft bevorderd.
- L’Artusi is vertaald in het Duits, Engels, Frans, Nederlands, Portugees, Spaans en Japans.
- Sinds 2009 is er ook een Artusi-app voor op de iPhone, waar men alle 790 recepten kan terugvinden.

## Beroemde citaten
- La cucina è una bricconcella; spesso e volentieri fa disperare, ma dà anche piacere, perché quelle volte che riuscite o che avete superata una difficoltà, provate compiacimento e cantate vittoria.[6] (De kookkunst is een deugnietje; vaak en graag maakt zij radeloos, maar zij behaagt ook, want die keren dat het u lukt of dat u een moeilijkheid bent overkomen, verheugt u zich en kraait u victorie.)
- Due sono le funzioni principali della vita: la nutrizione e la propagazione della specie.[7] (De twee belangrijkste functies in het leven: het voeden en het verspreiden van de soort.)